# Cavaliere Rosso (ciclo arturiano)
Cavaliere Rosso è un titolo portato da diversi personaggi del ciclo arturiano. I più noti sono antagonisti di ser Parsifal e di ser Gareth, due cavalieri della Tavola Rotonda.

## Nemico di ser Parsifal
Nelle storie e i poemi cavallereschi aventi per protagonista Parsifal, il Cavaliere Rosso è uno dei suoi primi nemici. Nel Perceval (tardo XII secolo) di Chrétien de Troyes, il Cavaliere Rosso ruba una coppa di vino dalla mensa di re Artù Pendragon e con arroganza sfida i suoi cavalieri a riprenderla; l'ancora giovane e inesperto Parsifal riesce ad ucciderlo e ad impadronirsi della sua armatura, venendo per un certo periodo scambiato lui stesso per il Cavaliere Rosso.
In opere successive la storia viene arricchita di particolari. Ad esempio nel poema Parzival (XIII secolo) di Wolfram von Eschenbach viene detto che il Cavaliere Rosso si chiami in realtà ser Ither di Kukumerlant. In un'opera di Robert de Boron intitolata Perceval il protagonista, dopo aver ucciso il Cavaliere Rosso, deve in seguito affrontare anche suo fratello, assetato di vendetta, Cahot il Rosso.
Nel romanzo in versi Sir Perceval of Galles (XII secolo) il giovane protagonista, uccidendo il Cavaliere Rosso, vendica l'uccisione del proprio padre; inoltre, indossando l'armatura dell'ucciso, viene scambiato per il Cavaliere Rosso da sua madre, una strega, alla quale può così avvicinarsi, catturarla e bruciarla. Nel romanzo Perlesvaus (XII sec.) ser Parsifal uccide invece solo il leone di un certo "Cavaliere Rosso della fitta foresta"; nella stessa opera viene anche chiamato Cavaliere Rosso un altro cavaliere della Tavola Rotonda: ser Galvano.

## Nemico di ser Gareth
In La morte di Artù (XV secolo) di Sir Thomas Malory appaiono due Cavalieri Rossi ad ostacolare il cammino di ser Gareth. Il giovane cavaliere della Tavola Rotonda parte con la damigella Lynette per salvare la sorella di quest'ultima, la principessa Lyonors di Lyonesse. Lynette, poco convinta delle abilità di Gareth, esorta quattro cavalieri sul percorso a sostituirsi a lui nell'impresa, ma Gareth dimostra il proprio valore sconfiggendoli tutti; i quattro cavalieri, che sono fra loro fratelli, sono il Cavaliere Nero, il Cavaliere Verde, il Cavaliere Blu e, appunto, il Cavaliere Rosso, il cui vero nome è ser Perimones. L'avversario finale, che tiene prigioniera la principessa di Lyonesse, è il Cavaliere Rosso delle Lande Rosse, alias ser Ironside, dotato della forza di sette uomini; Gareth ha la meglio su di lui, ma gli risparmia la vita e lo conduce alla Tavola Rotonda.

## Altri Cavalieri Rossi
Nell'Yvain il cavaliere del leone (1180 ca.), di Chrétien de Troyes, si chiama Esclados il Rosso il misterioso cavaliere che fa la guardia ad una fonte fatata nella foresta di Broceliande; ser Yvain lo affronta e lo uccide per vendicare suo cugino Calogrenant, battuto da Esclados; poi, con l'aiuto di Lunete, ottiene la mano della vedova di Esclados, Laudine, la Dama della Fonte, e i suoi domini.
Nel ciclo del Lancillotto in prosa è chiamato Cavaliere Rosso ser Galahad.
Nel ciclo della Vulgata fra i nemici di re Artù appaiono Roalais e Belias, i Cavalieri Rossi di Estremores, i due signori del castello di Estremores.
Nel racconto folkloristico irlandese Eachtra an Amadán Mor, un Cavaliere Rosso viene battuto da un nipote di re Artù, chiamato "Grande Folle". 